# Adalbert Votteler
Adalbert Votteler (* 21. März 1924 in Chemnitz; † 8. Juni 1995 in Ludwigshafen) war ein deutscher Schriftsteller.

## Leben
Adalbert Votteler nahm als Soldat der Wehrmacht am Zweiten Weltkrieg teil. Nach seiner Rückkehr aus der Kriegsgefangenschaft im Jahr 1947 war er als Buchhändler in Chemnitz tätig. Anfang der 1950er Jahre begann er in Dresden, Pädagogik zu studieren und ging dann nach Westdeutschland, wo er sein Studium in Heidelberg erfolgreich abschloss. Votteler arbeitete als Pädagoge in einem Jugendheim und später als Lehrer und Schulrektor in Mannheim.
Adalbert Votteler war Verfasser von erzählenden Werken für Kinder und Jugendliche.

## Werke
- Einer fehlt am Start. Göttingen 1975.
- Mein dunkelgrünes Netz. Recklinghausen 1987.
- Die dummen Riesen. Düsseldorf 1990.
- Die feurige Kutsche. Mannheim 1994.